# Saperda octopunctata
Saperda octopunctata là một loài bọ cánh cứng trong họ Cerambycidae.

## Hình ảnh

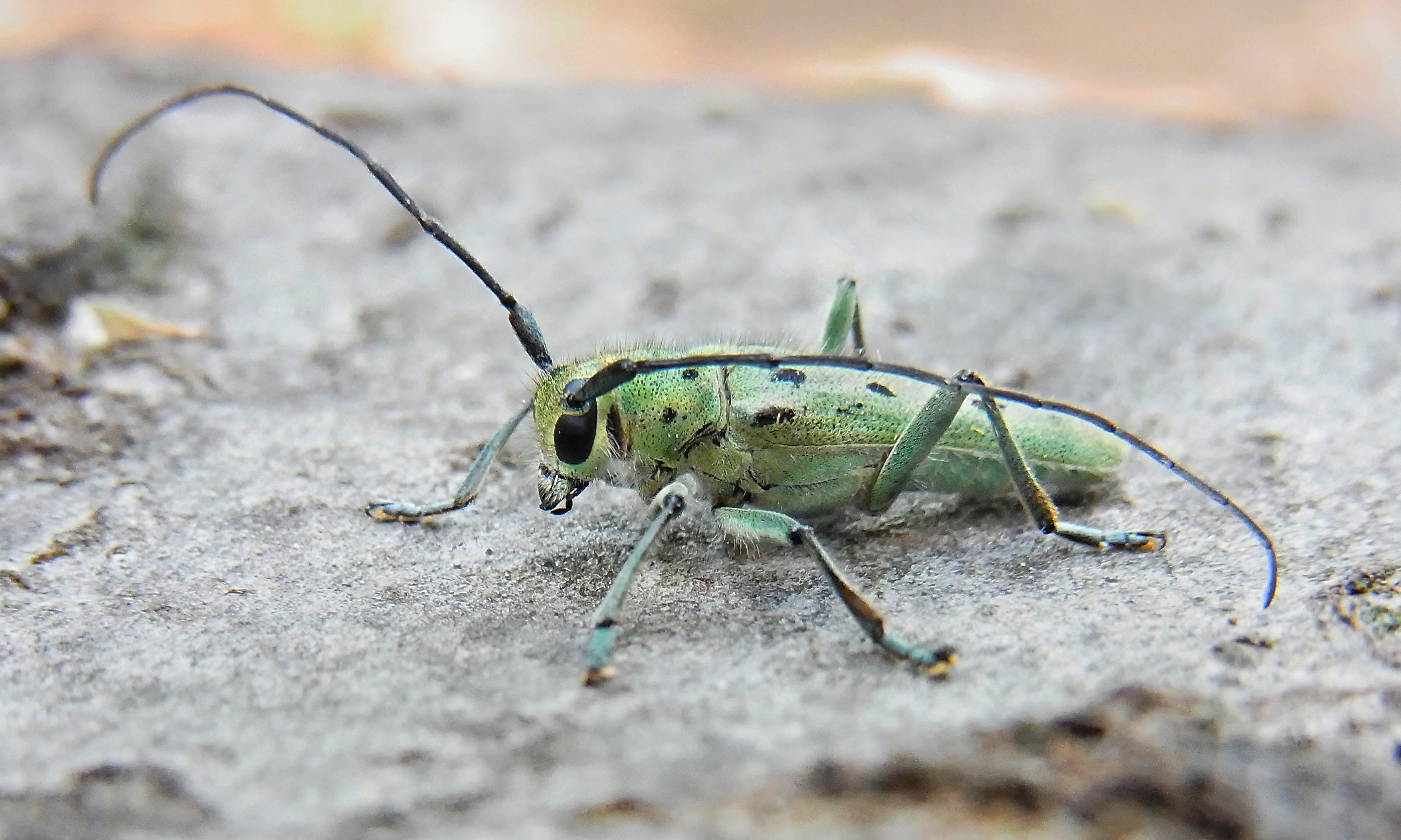
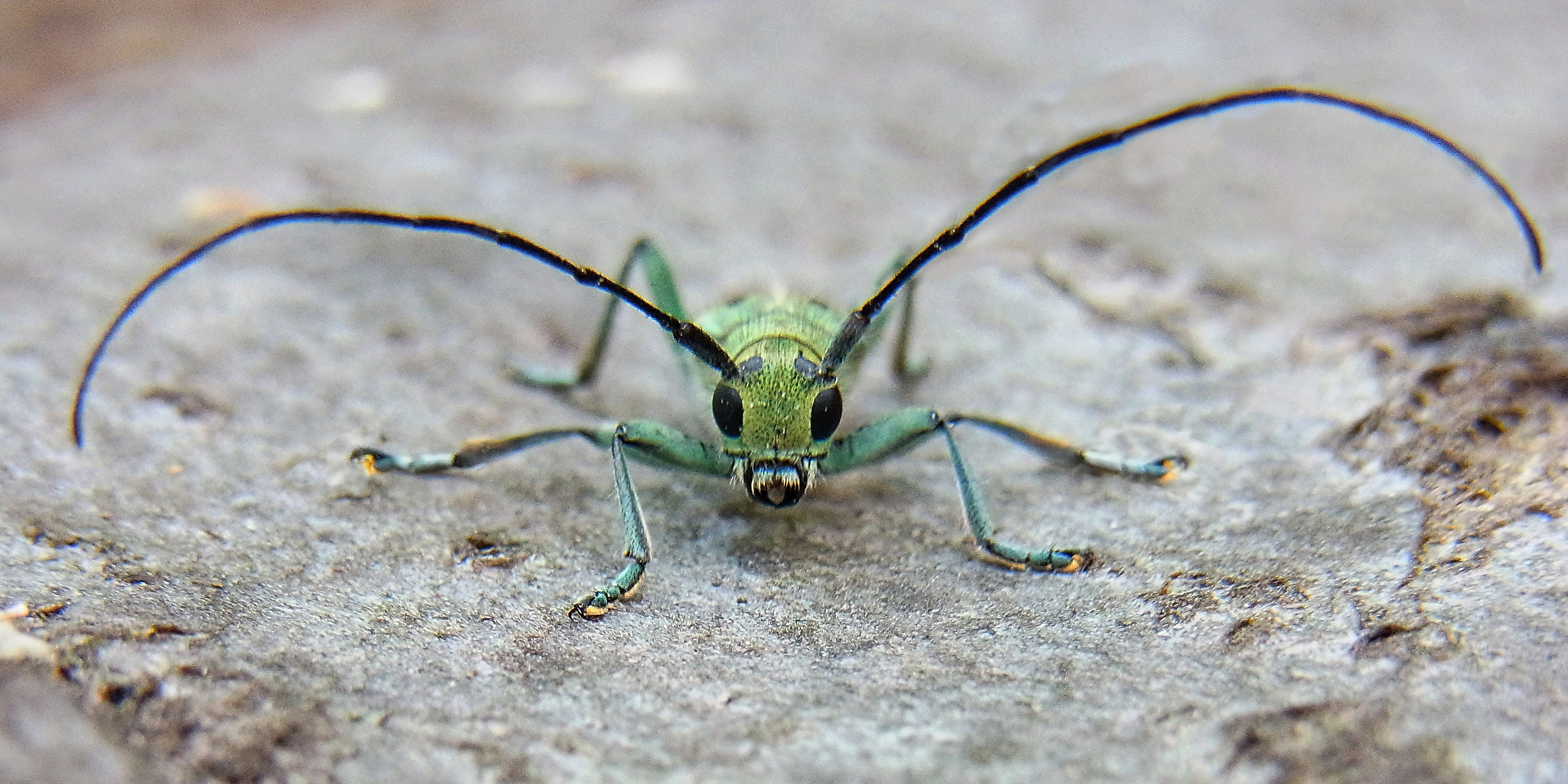